# صالة علي بن حمد العطية
صالة علي بن حمد العطية هي صالة رياضية تقع في الدوحة, قطر بُنيت لإستضافة مباريات بطولة العالم لكرة اليد للرجال 2015.